# 黑荷馬條鰍
黑荷馬條鰍（學名：Homatula nigra）為輻鰭魚綱鯉形目條鰍科荷馬條鰍屬的其中一種，分布於亞洲中國雲南省薩爾溫江上游流域，體長可達10.9公分，棲息在水質清澈、流動、礫石底質的河川底層水域，屬雜食性，以藻類、水生昆蟲及有機碎屑為食，生活習性不明。

## 扩展阅读
維基物種上的相關：黑荷馬條鰍